# Formazione Glen Rose
La Formazione Glen Rose è una formazione geologica risalente al Cretaceo inferiore. Si tratta di un vecchio bacino marino poco profondo, esposto su una vasta area compresa fra il Texas centrale e meridionale (ed in parte anche settentrionale). La formazione è particolarmente nota per le impronte e le tracce di dinosauri trovate nel Dinosaur Valley State Park, vicino alla cittadina di Glen Rose, a sud-ovest di Fort Worth ed altre località del Texas centrale.

## Geologia
La Formazione Glen Rose è la più alta, più spessa e maggiormente esposta del Trinity Group, una serie di formazioni marine in acque poco profonde depositate su un fianco sudorientale del Llano Uplift, attraverso una serie di regressioni del mare. Nella parte settentrionale, la Formazione Glen Rose è lateralmente continua con la Formazione Paluxy. Vi sovrasta inoltre Formazione Hensel e viene a sua volta ricoperta da formazioni della Divisione Fredericksburg. Nel 1974, Keith Young concluse, sulla base della zonazione di ammonite, che la formazione varia dall' Aptiano superiore all'Albiano inferiore, circa 115-105 milioni di anni.
La formazione è costituita principalmente da strati di calcare duro, alternati a marne o calcari marnosi. A causa della diversa resistenza meccanica degli strati, il calcare è deformato formando un profilo a scalini sulle colline. Questi strati erano originariamente indicati come "letti alternati", il cui termine includeva le formazioni sovrastanti di Fredericksburg. 
La Formazione Glen Rose è stata divisa in porzioni superiori ed inferiori, separate da uno strato contenente conchiglie fossili di Corbula.
Nel 1891 il paleontologo Robert T. Hill denominò la formazione con il nome della città di Glen Rose.

## Grotte e caverne
Vi sono una serie di grotte nella Formazione Glen Rose, alcune delle quali aperte al pubblico, tra cui Cascade Caverns e Cave Without a Name.

## Fossili

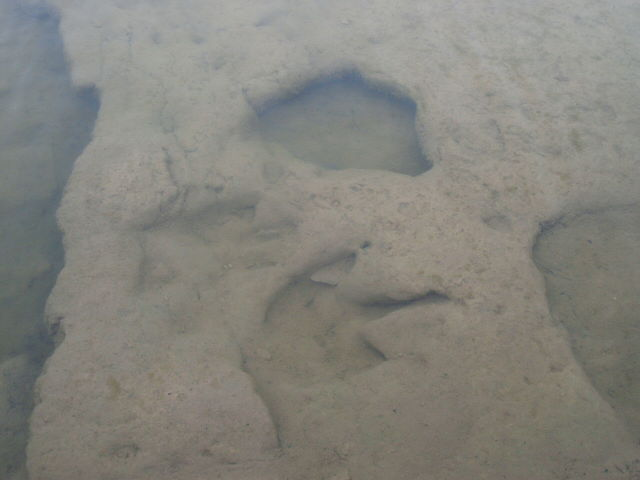
Tracce di Pleurocoelus affiancate a probabili tracce di Acrocanthosaurus sotto le acque del Fiume Paluxy.

Una varietà di fossili si trova nella Formazione Glen Rose, più abbondantemente nella parte inferiore, tra cui numerosi gasteropodi, vongole ed echinoidi. Inoltre, tracce di dinosauri sono state trovate in molte località, così come resti di vertebrati isolati. Sono anche presenti microfilossili, incluso uno dei più grandi foraminiferi mai trovati.
Impronte di dinosauri e piste si riscontrano in diverse località della Formazione Glen Rose ed includono le seguenti specie:
- Acrocanthosaurus;
- Pachycephalosaurus;
- Pleurocoelus;
- Tenontosaurus;
- Sauroposeidon;
- Radiodactylus.

Anche alcune piante fossilizzate sono state ritrovate, come alghe e cicadofite.